# Calabre ultérieure première
1817–1860
Entités précédentes :
- Calabre ultérieure

Entités suivantes :
- Province de Reggio de Calabre

La Calabre ultérieure première (en italien Calabria Ulteriore Prima) est une province du royaume des Deux-Siciles. Elle naît de la division de la province médiévale de la Calabre ultérieure en deux subdivisions : la Calabre ultérieure première et la Calabre ultérieure seconde. La province avait pour chef-lieu Reggio Calabria.

## Création de la province
La province de Calabre ultérieure première est créée par le roi Ferdinand Ier. Elle est légalement officialisée par le décret royal du 1er mai 1816 portant sur la répartition territoriale du royaume.
Le siège administratif de la province était situé à Reggio Calabria dans le Palais de l’Intendance ; celui-ci fut détruit à la suite du séisme de 1908 à Messine.

## Subdivision administrative
La province de Calabre ultérieure première était divisée en 3 districts, eux-mêmes divisés en 27 circondari, eux-mêmes divisés en 108 communes, elles-mêmes divisées en 97 villages.
Les districts de la province de Calabre ultérieure première étaient :
- le district de Gerace.
- le district de Reggio.
- le district de Palmi.

## Disparition de la province
La province disparut à la suite de l'occupation garibaldine et à l'annexion au royaume de Sardaigne en 1860. La Calabre ultérieure première devint donc la Province de Reggio de Calabre.

## Sources
- (it) Cet article est partiellement ou en totalité issu de l’article de Wikipédia en italien intitulé « Calabria Ulteriore Prima » (voir la liste des auteurs).